# Cadet Soccer Stadium
Cadet Soccer Stadium, anteriormente conhecido como Air Force Soccer Stadium, é um estádio específico do futebol em Colorado Springs, Colorado, no terreno da Academia da Força Aérea dos Estados Unidos . É a casa dos times de futebol masculino e feminino dos Falcons da Força Aérea .

## História
O estádio foi construído em 1995 com capacidade para 1.000 pessoas. Em 1998, foi atualizado e expandido para uma capacidade de 2.000 para hospedar jogos de torneios da NCAA. Em 2003, luzes permanentes foram adicionadas ao estádio.